# Spaceguard

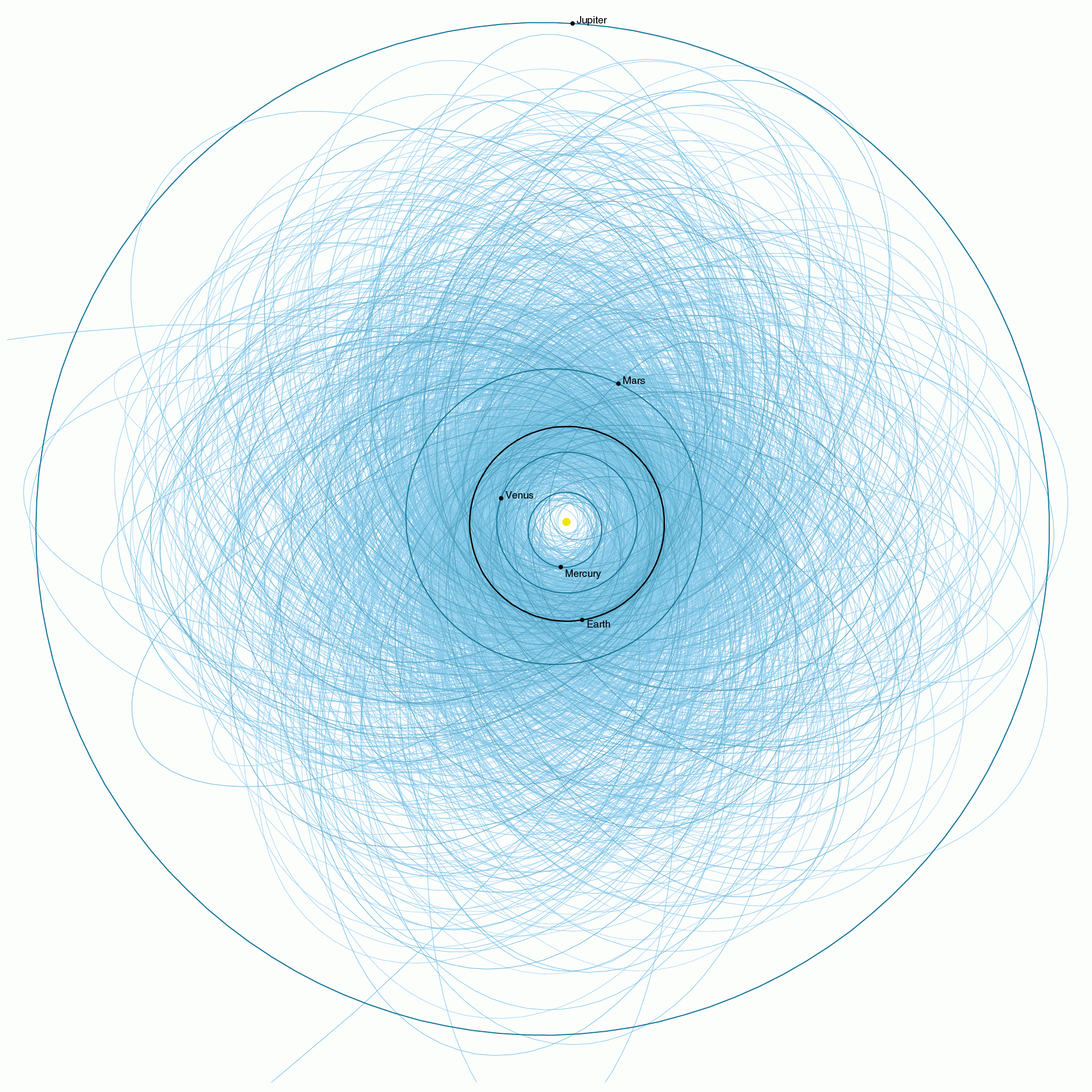
Gráfico de las órbitas de los asteroides potencialmente peligrosos conocidos (tamaño de más de 140 metros (460 pies) y que pasan dentro de los 7.6 millones de kilómetros (4.7 × 106 millas) de la órbita de la Tierra) a principios de 2013 (imagen alternativa).

El término Spaceguard vagamente se refiere a una serie de esfuerzos para descubrir y estudiar objetos próximos a la tierra (NEOs por sus siglas en inglés). Los asteroides son descubiertos por telescopios los cuales relevan en varias ocasiones grandes áreas del cielo. Los esfuerzos que se concentran en el descubrimiento de NEOs son considerados parte del "Relevamiento Spaceguard", independientemente de la organización a la que están afiliados.
Varias organizaciones también han planteado discusiones relacionadas y propuestas sobre evasión de los impactos de asteroides.

## Historia
Arthur C. Clarke acuñó el término en su novela Cita con Rama (1972), donde Spaceguard era el nombre de un sistema de alerta temprana creado a raíz de un catastrófico impacto de un asteroide. Este nombre fue adoptado más adelante por una serie de esfuerzos de la vida real para descubrir y estudiar objetos cercanos a la Tierra.
Un estudio de 1992 del Congreso de los Estados Unidos produjo un "Informe de la investigación Spaceguard"  lo que llevó a un mandato de que la NASA localizara el 90% de los asteroides cercanos a la Tierra, mayores a 1 km, en los próximos 10 años. Esto se refiere a menudo como la "Meta Spaceguard". Una serie de esfuerzos que reciben dinero a través de la NASA se consideran trabajando en el "Proyecto Spaceguard".
El impacto del Cometa Shoemaker-Levy 9 a Júpiter en julio de 1994 creó una mayor percepción de la importancia de la detección de objetos cercanos a la Tierra. Como David Levy declaró en una entrevista "El factor risa desapareció después de Shoemaker-Levy 9." Se refería a la actitud contemporánea que consideraba que los eventos de nivel de extinción eran improbables y a aquellos que abogaban por la investigación para la detección y de posibles métodos de desviación sólo alarmistas paranoides. El impacto de uno de sus fragmentos creó una mancha oscura gigante de más de 12.000 km de diámetro, y se estima que liberó una energía equivalente a 6.000.000 megatones de TNT (600 veces el arsenal nuclear en el mundo). Después del impacto del cometa Shoemaker-Levy 9, los programas de detección de asteroides de todo el mundo recibieron mayor financiación.
El Grupo de Trabajo sobre los objetos cercanos a la Tierra (WGNEO por sus siglas en inglés) de la Unión Astronómica Internacional realizó un taller en 1995, titulado Inicio de la investigación Spaceguard lo que llevó a una organización internacional llamada Fundación Spaceguard. Posteriormente ha habido asociaciones Spaceguard o fundaciones constituidas en países de todo el mundo para apoyar las ideas de descubrir y estudiar los objetos cercanos a la Tierra. En general, las organizaciones Spaceguard formadas dentro de cada país están asociadas con la fundación internacional o con los esfuerzos de la NASA solo por su nombre, los intereses comunes y objetivos similares.
La meta Spaceguard inicial se logró, aunque en poco más de 10 años. Una extensión al proyecto dio a la NASA el mandato de reducir a 140 m el tamaño mínimo en el que más del 90% de los asteroides cercanos a la Tierra son conocidos.

## Observaciones
El Bólido del Mediterráneo Oriental de 2002, el Bólido de Vitim (Rusia) del mismo año y el Bólido de Cheliábinsk (Rusia, febrero de 2013) no fueron detectados previamente por ningún esfuerzo Spaceguard. El 6 de octubre de 2008, el meteorito 2008 TC  3  era por detectado la Catalina Sky Survey (CSS) telescopio de 1,5 metros en el Monte Lemmon, y extensamente supervisado hasta que llegó a la Tierra el día siguiente.
Nuevos proyectos de la investigación, como el programa Sistema de última alerta del impacto terrestre de un asteroide (ATLAS por sus siglas en inglés) en construcción por la Universidad de Hawái, tienen el objetivo de aumentar en gran medida el número de pequeños impactadores (aproximadamente 10 m) que se descubren antes de su reentrada atmosférica - por lo general, con días o semanas de advertencia, lo que permite la evacuación de las áreas afectadas y la planificación de la mitigación de daños. Esto contrasta con las investigaciones anteriores y actuales, que se han centrado en encontrar objetos mucho más grandes (mayores de 100 m) décadas antes de los potenciales impactos, en momentos cuando podían aún ser desviados potencialmente.

## Cuestiones
Según afirmó el Dr. Michael F. A'Hearn en una audiencia del Congreso, la misión típica tomaría demasiado tiempo desde la aprobación para su lanzamiento en caso de una emergencia:

REP. STEWART: ... somos tecnológicamente capaces de lanzar algo que podría interceptar [un asteroide]? ... DR. A'Hearn: No. Si tuviéramos planes de naves espaciales en los libros, eso tomaría un año... me refiero a la misión pequeña típica ... lleva cuatro años a partir de la aprobación para comenzar un lanzamiento…
Rep. Chris Stewart (R,UT) y Dr. Michael F. A'Hearn, 10 de abril de 2013

La falta de un plan maestro y los peligros de las falsas alarmas han sido señalados  por Stefan Lovgren.